# Mercedes-Benz W461
La sigla W461 identifica una delle due serie prodotte in contemporanea negli anni novanta e 2000 del Mercedes-Benz Classe G, un fuoristrada prodotto dall'azienda tedesca Mercedes-Benz e dall'austriaca Steyr-Daimler-Puch. L'altra serie prodotta parallelamente alla W461 era la W463. La W461 venne prodotta fra il 1992 ed il 2014.

## Storia ed evoluzione

### Contesto storico
La sigla W461 viene usata per indicare quelle W460 previste esclusivamente per utilizzi in campo professionale: ufficialmente la Mercedes-Benz W461 venne introdotta nel marzo del 1992 due anni e mezzo dopo il lancio della più ricca e lussuosa W463. Entrambe le serie dovevano raccogliere l'eredità della W460, proponendosi come modelli alternativi l'uno all'altro. Infatti, lo scenario che si parò dinanzi agli occhi dei vertici Daimler-Benz durante la prima metà degli anni ottanta fu quantomeno inaspettato: concepita come mezzo da lavoro o per utilizzi militari, la W460 finì invece per raccogliere la maggior parte dei consensi anche da parte dell'utente privato, pur avendo una grossa schiera di consensi anche per coloro che necessitvano di un mezzo del genere anche per scopi professionali. Per questo motivo, al termine della carriera della W460, si scelse di sdoppiare la gamma del modello successivo, proponendo due modelli, entrambi appartenenti alla Classe G ed entrambi realizzati sulla medesima base meccanica della serie W460, ma con vocazioni differenti. La natura di mezzo da lavoro della W461 venne sottolineata dalla Casa madre anche per il fatto che questo modello fu commercializzato attraverso la rete dei mezzi commerciali ed industriali Mercedes-Benz, e non attraverso la normale rete di vendita automobilistica.
In realtà, però, la Daimler-Benz aveva già cominciato ad identificare come W461 alcuni lotti di esemplari destinati ad utilizzi in campo militare e prodotti già a partire dal 1981. Si trattava però di lotti piuttosto sparuti, data la stagnazione di quegli anni nel mercato dei veicoli militari. In via ufficiale, quindi, si tende a far risalire il debutto della W461 alla fine del 1989. Rispetto alla W463 che affiancò per oltre un ventennio, la W461 manteneva più intatta l'essenzialità del progetto originario e la spartanità dei suoi allestimenti.

### Caratteristiche
Data l'enorme varietà di campi a cui la W461 poteva essere destinata, furono ampie anche le possibilità di personalizzazione degli allestimenti. Nacquero così versioni allestite come ambulanze, pick-up o per altri utilizzi ancora. Particolare attenzione meritano le versioni militari della W461. A seconda della specifica destinazione di utilizzo, tali versioni erano allestite in maniera dedicata (esercito, pompieri, ambulanza o anche piccoli imprenditori privati, e così via). Dalle W460 di normale produzione, la W461 riprendeva il telaio a due misure di passo, più quella da 3,12 metri, utilizzata per alcune particolari versioni a telaio nudo della W460 (come avverrà anche nel caso della W461), e l'inedita variante di passo da 3,4 metri. Venne mantenuto anche lo schema di trasmissione a trazione integrale inseribile (a differenza della W463 che invece montava la trazione integrale permanente), con cambio a 4 marce e differenziale con blocco ottenibile solo come optional, nonché il comparto sospensioni ad assale rigido con molle elicoidali e l'impianto frenante misto. Quanto alle motorizzazioni, la gamma della W461 venne proposta inizialmente nelle due seguenti varianti:
- 230 GE: motorizzazione a benzina derivata dalla gamma della precedente W460 e consistente nell'unità M102E23 con cilindrata di 2299 cm³ e potenza massima di 122 CV. A differenza del motore utilizzato nella W460, questo montava di serie la marmitta catalitica, vista l'imminente entrata in vigore della normativa Euro 1 (a partire dal 1º gennaio 1993), da cui il leggero calo di potenza rispetto ai 125 CV della variante non catalizzata;
- 290 GD: motorizzazione inedita ed utilizzata unicamente nella serie W461 (oltre che sugli autocarri-fuoristrada della Unimog), si trattava del motore OM602D29 da 2860 cm³ di cilindrata e con potenza massima di 95 CV.

Il cambio era unicamente del tipo manuale a 5 marce.

### Evoluzione

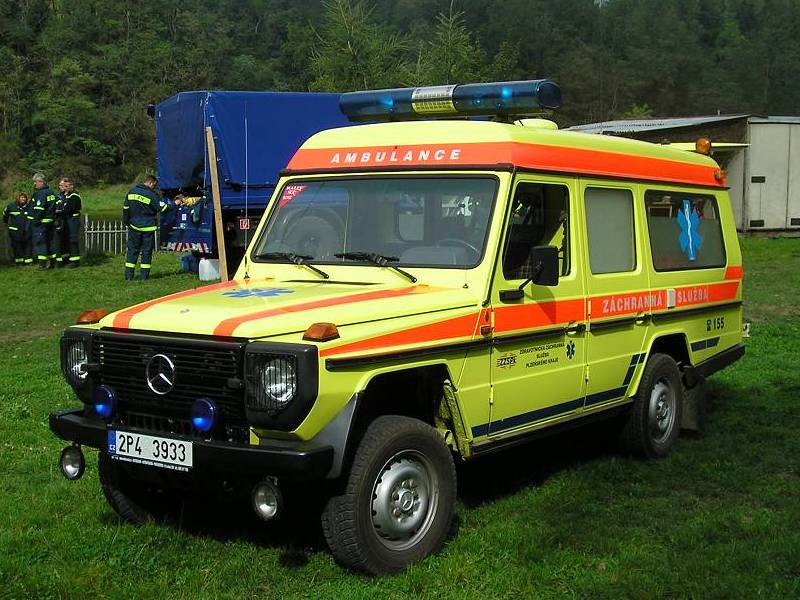

La carriera della W461, specialmente nei primi anni, non conobbe particolari evoluzioni: nel 1993, il fuoristrada tedesco si adeguò al nuovo criterio di denominazione dei modelli che prevedeva una lettera prima della sigla numerica, solitamente a tre cifre. E così, ad esempio, la 230 GE divenne G 230, mentre la 290 GD divenne G 290 Diesel. Il 1995 vide invece l'avvicendamento fra la G 290 Diesel e la nuova G 290 Turbodiesel, nella quale il motore beneficiò dell'iniezione diretta, ma anche della sovralimentazione mediante turbocompressore, raggiungendo così una potenza massima di 120 CV. Nel 1997 l'unica motorizzazione a benzina presente in gamma, la G 230, uscì dal listino data l'esiguità della sua richiesta.
Nel 2001 la W461 venne tolta di produzione, ma due anni dopo venne reinserita a listino a causa della domanda ancora sostenuta per questo genere di vetture. Il modello reintrodotto nel 2003 si distingueva dal precedente per alcune novità tecniche, prima fra tutte la trazione integrale permanente mutuata dalla serie W463, mentre gli allestimenti rimasero ancora spartani ed essenziali, adeguati alla destinazione d'uso del veicolo stesso. In particolare gli allestimenti furono fondamentalmente due: Worker per utilizzo civile e Greenline per utilizzo in campo militare. In entrambi i casi, la scelta era obbligata per quanto riguardava l'unico motore disponibile, il nuovo 5 cilindri da 2,7 litri della famiglia OM612 turbodiesel common rail che permetteva alla G 270 CDI di erogare una potenza massima di 156 CV.
Nel 2007, la gamma della W461 subì un altro significativo aggiornamento con l'arrivo della G 280 CDI, equipaggiata con una nuova unità a gasolio da 2987 cm³ ed in grado di erogare fino a 184 CV di potenza massima. Nel 2009, in occasione del trentesimo compleanno della Classe G, venne realizzata una serie limitata basata sulla G 280 CDI, denominata Edition 30 Pur.
L'anno seguente, la G 280 CDI integrò anche l'appellativo Professional nella sua denominazione ufficiale e la sua commercializzazione venne inclusa nella rete di vendita automobilistica. Tecnicamente, la G 280 CDI Professional rimase invariata rispetto al modello dell'anno prima. A partire dal 2011, la versione SW a passo corto non fu più disponibile, mentre nel 2012, in occasione dell'aggiornamento della gamma, l'unico modello esistente nella gamma W461 cambiò denominazione in G 300 CDI Professional. Fu l'ultimo aggiornamento per la gamma W461: alla fine del 2014 la G 300 CDI Professional venne tolta dal listino. Il posto della W461 in Europa venne preso dalla G 350 CDI Professional, che però faceva parte della gamma W463.

### Tabella riepilogativa
Di seguito vengono riepilogate le caratteristiche relative alle W461 prodotte dal 1992 al 2014. Vengono pertanto escluse le produzioni non ufficiali in piccole quantità durante gli anni '80.
| Mercedes-Benz W461 (1992-2014)                                                                                       |                  |            |                                                                    |                |                |                       |                    |              |                     |                    |                    |
| Modello | Motore           | Cilindrata | Alimentazione                                                      | Potenza CV/rpm | Coppia Nm/rpm  | Cambio/ n° rapporti   | Massa a vuoto (kg) | Velocità max | Acceler. 0–100 km/h | Consumo (l/100 km) | Anni di produzione |
| Versioni a benzina                                                                                                   |                  |            |                                                                    |                |                |                       |                    |              |                     |                    |                    |
| 230 GE1 | M102E23          | 2299       | Iniezione meccanica Bosch K-Jetronic                               | 122/5000       | 190/4000       | Manuale 5 marce       | 1.880-2.050        | 145          | 20"                 | 15                 | 1992-97            |
| Versioni a gasolio                                                                                                   |                  |            |                                                                    |                |                |                       |                    |              |                     |                    |                    |
| G 270 CDI | OM612DE27LA      | 2685       | Turbodiesel iniezione diretta common rail                          | 156/3800       | 400/ 1800-2400 | Automatico 5 rapporti | 2.270-2.410        | 160          | 13"2                | 11,1               | 2001-06            |
| G 280 CDI | OM642DE30LA red. | 2987       | Turbodiesel iniezione diretta common rail                          | 184/3800       | 400/ 1600-2600 | Automatico 5 rapporti | 2.540              | 160          | -                   | 12,8               | 2007-132           |
| 290 GD | OM602D29         | 2860       | Diesel aspirato, iniezione indiretta con precamera, pompa in linea | 95/4000        | 192/2300       | Manuale 5 marce       | 2.000-2.080        | 137          | 25"                 | 13,5               | 1992-95            |
| G 290 Turbodiesel3                                                                                                   | OM602DE29LA      | 2860       | Turbodiesel iniezione diretta con precamera                        | 120/3800       | 280/1900       | Automatico 4 rapporti | 2.010-2.200        | 140          | 17"2                | 13                 | 1995-01            |
| Note: 1G 230 a partire dal 1996 2Dal 2012 la denominazione cambia in G 300 CDI 3G 290 Turbodiesel a partire dal 1996 |                  |            |                                                                    |                |                |                       |                    |              |                     |                    |                    |

### La Mercedes-BenzW462
La Mercedes-Benz W461 venne prodotta su licenza anche in altri due Paesi europei e con altri due marchi, quello greco della ELBO e quello francese della Peugeot. Queste versioni, tutte destinate ad impieghi in campo militare, vennero identificate dalla Daimler-Benz con la sigla W462 e non furono basate sulle W461 ufficialmente prodotte e commercializzate a partire dal 1992, bensì prendendo come base di partenza quei piccoli lotti di W461 destinate unicamente ad impieghi militari e prodotte nel corso degli anni '80.

#### LaW462Peugeot
Nel 1982 cominciò la produzione della W462 prevista per l'esercito francese e denominata Peugeot P4: l'accordo fra PSA e Daimler-Benz risalì a prima del lancio della W460, più nello specifico al 1978. Ma nel caso della Peugeot vi furono alcune differenze nella produzione di questo modello, specialmente per quanto riguardava i motori utilizzati, che erano due: un'unità da 2 litri in grado di erogare fino a 78 CV e un motore diesel da 2.3 litri, della potenza massima di 70 CV. Entrambi i motori erano di origine PSA, ma anche l'albero di trasmissione arrivava dalla banca organi francese, essendo stata già montata nell'ammiraglia 604.

#### LaW462ELBO
La variante con marchio ELBO venne prevista per la Grecia, dove venne anche assemblata nello stabilimento di Salonicco previa acquisizione della licenza presso la Daimler-Benz e la Steyr-Daimler-Puch. L'accordo fra i costruttori ebbe luogo nel 1987 e di lì a poco venne avviata la produzione in modalità CKD. Inizialmente, il modello assemblato in Grecia era la 240 GD, il cui motore da 72 CV era preso dalla produzione W460, ma l'allestimento era mutuato dalle più spartane W461 non ufficiali prodotte in piccole quantità durante gli anni '80. A partire dal 1990, la 240 GD venne sostituita dalla 290 GD: vale la pena osservare che il nuovo motore della W462 greca è lo stesso che due anni dopo sarebbe stato montato anche sotto il cofano delle W461 prodotte in Europa e del quale si è già parlato in precedenza. Nel corso degli anni novanta vennero prodotti 5.000 esemplari nella fabbrica ELBO di Salonicco.